# 존 호크스 (배우)
존 호크스(John Hawkes, 1959년 9월 11일 ~ )는 미국의 배우이다.

## 출연 작품

### 영화
- 퓨처 킬 (1985)
- 프릭스 대모험 (1993)
- 악몽 (1993)
- 콩고 (1995)
- 허수아비 (1995)
- 황혼에서 새벽까지 (1996)
- 스틸 (1997)
- 플레잉 갓 (1997)
- 부기 보이 (1998)
- 홈 프라이스 (1998)
- 러시아워 (1998)
- 나는 아직도 네가 지난 여름에 한 일을 알고 있다 (1998)
- 경찰서를 털어라 (1999)
- 퍼펙트 스톰 (2000)
- 하드볼 (2001)
- 아이덴티티 (2003)
- 미 앤 유 앤 에브리원 (2005)
- 리스트커터스 - 러브 스토리 (2006)
- 마이애미 바이스 (2006)
- 아메리칸 갱스터 (2007)
- 안나 성당의 기적 (2008)
- 도니 다코 2 (2009)
- 윈터스 본 (2010)
- 스몰 타운 새터데이 나이트 (2010)
- 킹덤 컴 (2011, Kingdom Come) - 본인 (다큐멘터리)
- 마사 마시 메이 마릴린 (2011) - 패트릭 역
- 저 높은 곳을 향하여 (2011) - C.W. 워커 역
- 컨테이젼 (2011) - 로저 역
- 아르카디아 (2012, Arcadia) - 톰 역
- 세션: 이 남자가 사랑하는 법 (2012) - 마크 오브라이언 박사 역
- 링컨 (2012) - 로버트 R. 레이섬 역
- 라이프 오브 크라임 (2013)
- 에베레스트 (2015)
- 스몰 타운 크라임 (2017, Small Town Crime)
- 쓰리 빌보드 (2017) - 찰리 역
- End of Sentence (2019)
- 피넛 버터 팔콘 (2019) - 덩컨 역